# Crossing Jordan
Crossing Jordan é uma série americana da televisão criminal / dramática que foi ao ar pela NBC. Protagonizado por Jill Hennessy no papel da detetive médica Jordan Cavanaugh. A fim de resolver os casos, a série usa de uma aproximação aos moldes de outras séries investigativas, (como, por exemplo, CSI) onde ela use de sua amizade com os colegas de trabalho e policiais na solução dos crimes. Foi criada por Tim Kring. O título faz referência a uma metáfora bíblica dos antigos hebreus que cruzavam o rio Jordão, usado geralmente em canções religiosas para representar a morte e a passagem ao pós-vida.
A série teve 6 temporadas e foi cancelada em maio de 2007, pela NBC. No Brasil, foi exibida pelo Universal Channel, atualmente está sendo transmitida pelo Studio Universal e em Portugal pela Fox Life e Sic Mulher, com o título de A Patologista.

## Personagens
- Dra. Jordan Cavanaugh (Jill Hennessy) - uma jovem e atraente examinadora médica de Boston que resolve os crimes durante suas investigações. Jordan é emocionalmente balançada pelo assassinato de sua mãe quando ainda era uma criança nos anos 70. Os problemas de Jordan de autoconfiança tratam de assegurar que seus relacionamentos amorosos não continuem (com exceção do que tem com Woody Hoyt). Hoyt é um detetive do departamento de homicídios que permanece fiel a Jordan por três temporadas, com suas técnicas não-ortodoxas de investigação. Entretanto, quando Woody levou um tiro no episódio final da quarta temporada, Jordan resolve confessar seus verdadeiros sentimentos para Woody. Este, entretanto, não acredita nela.
- Dr. Garret Macy (Miguel Ferrer) - O chefe de Jordan. Macy deve cuidar do comportamento pouco ortodoxo de Jordan, bem como sua confusa família (uma vez que tem uma filha dolescente, Abby, mas é divorciado de sua esposa) e seus próprios demônios (Macy é alcoólatra). Tem também uma queda pelo jazz. Ficou mais conhecido após ter tido envolvimentos românticos com a conselheira Lily Lebowski, Renee Walcott, Charlie Davis, e, obviamente, sua ex-esposa, Maggie Warner. Garret admitiu seu problema com a bebida, após descobrir que sua filha, Abby, tinha se tornado recentemente viciada em heroína, abaandonando a faculdade e envolvendo-se com um traficante de heroína.
- Mahesh "Bug" Vijayaraghavensatyanaryanamurthy (Ravi Kapoor) - Um brilhante, mas tímido entomologista forense de Liverpool. Ele tem sentimentos por Lily que, até o final da 5ª temporada, não foram retribuídos. No começo da 6ª temporada, com o cancelamento do casamento de Lily, seu relacionamento com ela começa a andar. Entretanto, as coisas se complicam com a descoberta da gravidez de Lily com o ex-futuro-marido. Mahesh tem suportado isso desde então, a fim de que Lily possa vir morar com ele.
- Lily Lebowski (Kathryn Hahn) - A conselheira de bom coração que trabalha no consultório médico. Lily e Garret costumavam se envolver, mas o relacionamento terminou quando Garret voltou para sua ex-esposa por um breve período. Lily e Garret permaneceram amigos desde então. Garret recentemente revelou que a mulher que Lily afirmava ser sua mãe era, na verdade, sua tia. No episódio "Mysterious Ways", ela resignou-se e aceitou a proposta de casamento de seu namorado, cancelando-o posteriormente. Lily recebeu a surpreendente notícia de que ela estava grávida de Jeffery. Não se sabe se isso atrapalhará seu complexo relacionamento com Bug. Ao final da 6ª temporada, ela se mudou com Bug, após ele dizer que a queria, bm como ao bebê.
- Nigel Townsend (Steve Valentine) - um criminologista britânico refinado de orientação sexual  sabidamente ambígua, frequentemente conhecido por seu humor seco e seu conhecimento acerca de tudo, de café a tecidos. Nigel se afastou da marinha real, onde era um oficial da inteligência. Às vezes pensa-se que Nigel tenha sentimentos para com Jordan, por causa de seu empenho em fazer o que quer que ela peça, apesar da possibilidade de seu perder seu trabalho por isso.
- Detective Woody Hoyt (Jerry O'Connell) - um policial detetive de Wisconsin que trabalha frequentemente com Jordan em seus casos. Sabe-se também que Woody tem sentimentos românticos para com Jordan, que resiste, preferindo a amizade por acreditar ser mais seguro. Entretanto, no aniversário de Jordan ("Embraceable You", na 4ª temporada), Woody dá para ela um anel de diamante, num gesto que, de acordo com Nigel, mostraria que ele (Woody) queria mais deste relacionamento, mas Jordan não aceitou o anel. Premiered no episode "lugar errado, tempo errado", transformou-se um regular na estação 4. No episódio final da 4ª temporada ("Jump Push Fall"), Woody foi baleado por um assassino da policiais e quase morreu no hospital, fato que fez com que Jordan confessasse seu amor para ele quando não tinha certeza se sobreviveria. Muitos fãs consideraram este um grande passo para o namoro dos dois, mas Woody, uma vez recuperado girado passou a acreditar que esta declaração tivesse sido motivada pela piedade para sua condição. Quando um crime fez com que ele fosse a Las Vegas, ele começou a flertar Sam Marquez (da série irmã de TV Las Vegas), que perdura até hoje.

## Lista de episódios
1ª Temporada: 2001-2002
- 1. [1-01] Pilot (24 de setembro de 2001)
- 2. [1-02] The Dawn of a New Day (1 de outubro de 2001)
- 3. [1-03] The Ties That Bind (8 de outubro de 2001)
- 4. [1-04] Born to Run (15 de outubro de 2001)
- 5. [1-05] You Can't Go Home Again (22 de outubro de 2001)
- 6. [1-06] Believers (29 de outubro de 2001)
- 7. [1-07] Sight Unseen (12 de novembro de 2001)
- 8. [1-08] Digger (1) (19 de novembro de 2001)
- 9. [1-09] Digger (2) (26 de novembro de 2001)
- 10. [1-10] Blue Christmas (10 de dezembro de 2001)
- 11. [1-11] Wrong Place, Wrong Time (7 de janeiro de 2002)
- 12. [1-12] Blood Relatives (14 de janeiro de 2002)
- 13. [1-13] Miracles & Wonders (21 de janeiro de 2002)
- 14. [1-14] Four Fathers (28 de janeiro de 2002)
- 15. [1-15] Acts of Mercy (4 de fevereiro de 2002)
- 16. [1-16] Lost and Found (25 de fevereiro de 2002)
- 17. [1-17] Crime & Punishment (4 de março de 2002)
- 18. [1-18] With Honor (18 de março de 2002)
- 19. [1-19] For Harry, with Love and Squalor (8 de abril de 2002)
- 20. [1-20] The Gift of Life (15 de abril de 2002)
- 21. [1-21] Someone to Count On (29 de abril de 2002)
- 22. [1-22] Secrets & Lies (1) (6 de maio de 2002)
- 23. [1-23] Secrets & Lies (2) (13 de maio de 2002)

2ª Temporada: 2002-2003
- 24. [2-01] There's No Place Like Home (23 de setembro de 2002)
- 25. [2-02] Bombs Away (30 de setembro de 2002)
- 26. [2-03] The Truth Is Out There (7 de outubro de 2002)
- 27. [2-04] Pay Back (14 de outubro de 2002)
- 28. [2-05] As If by Fate (21 de outubro de 2002)
- 29. [2-06] One Twelve (11 de novembro de 2002)
- 30. [2-07] Scared Straight (18 de novembro de 2002)
- 31. [2-08] Don't Look Back (2 de dezembro de 2002)
- 32. [2-09] Prisoner Exchange (9 de dezembro de 2002
- 33. [2-10] Ockham's Razor (6 de janeiro de 2003)
- 34. [2-11] Family Ties (13 de janeiro de 2003)
- 35. [2-12] Perfect Storm (27 de janeiro de 2003)
- 36. [2-13] Strangled (3 de fevereiro de 2003)
- 37. [2-14] Wild Card (10 de fevereiro de 2003)
- 38. [2-15] John Doe (24 de fevereiro de 2003)
- 39. [2-16] Conspiracy (17 de março de 2003)
- 40. [2-17] Cruel and Unusual (31 de março de 2003)
- 41. [2-18] Fire and Ice (7 de abril de 2003)
- 42. [2-19] Dead Wives Club (14 de abril de 2003)
- 43. [2-20] Sunset Division (21 de abril de 2003)
- 44. [2-21] Pandora's Trunk (1) (28 de abril de 2003)
- 45. [2-22] Pandora's Trunk (2) (5 de maio de 2003)

3ª Temporada: 2004
- 46. [3-01] Devil May Care (7 de março de 2004)
- 47. [3-02] Slam Dunk (12 de março de 2004)
- 48. [3-03] Till Death Do Us Part (14 de março de 2004)
- 49. [3-04] Is That Plutonium in Your Pocket, or Are You Just Happy to See Me? (19 de março de 2004)
- 50. [3-05] Dead or Alive (21 de março de 2004)
- 51. [3-06] Second Chances (28 de março de 2004)
- 52. [3-07] Missing Pieces (4 de abril de 2004)
- 53. [3-08] Most Likely (18 de abril de 2004)
- 54. [3-09] All the News Fit to Print (25 de abril de 2004)
- 55. [3-10] Revealed (9 de maio de 2004)
- 56. [3-11] He Said, She Said (16 de maio de 2004)
- 57. [3-12] Dead in the Water (23 de maio de 2004)
- 58. [3-13] Oh, Brother Where Art Thou? (6//06/2004)

4ª Temporada: 2004-2005
- 59. [4-01] After Dark (26 de setembro de 2004)
- 60. [4-02] Out of Sight (3 de outubro de 2004)
- 61. [4-03] Intruded (10 de outubro de 2004)
- 62. [4-04] Deja Past (17 de outubro de 2004)
- 63. [4-05] Justice Delayed (24 de outubro de 2004)
- 64. [4-06] Blue Moon (31 de outubro de 2004)
- 65. [4-07] What Happens in Vegas Dies in Boston (7 de novembro de 2004)
- 66. [4-08] Fire from the Sky (14 de novembro de 2004)
- 67. [4-09] Necessary Risks (21 de novembro de 2004)
- 68. [4-10] A Stranger Among Us (2 de janeiro de 2005)
- 69. [4-11] Murder in the Rue Morgue (9 de janeiro de 2005)
- 70. [4-12] Family Affair (30 de janeiro de 2005)
- 71. [4-13] You Really Got Me (13 de fevereiro de 2005)
- 72. [4-14] Gray Murders (13 de fevereiro de 2005)
- 73. [4-15] It Happened One Night (20 de março de 2005)
- 74. [4-16] Skin and Bone (27 de março de 2005)
- 75. [4-17] Locard's Exchange (10 de abril de 2005)
- 76. [4-18] Sanctuary (24 de abril de 2005)
- 77. [4-19] Embraceable You (1 de maio de 2005)
- 78. [4-20] Forget Me Not (8 de maio de 2005)
- 79. [4-21] Jump Push Fall (15 de maio de 2005)

5ª Temporada: 2005-2006
- 80. [5-01] There's No Place Like Home II (25 de setembro de 2005)
- 81. [5-02] Luck Be a Lady (2 de outubro de 2005)
- 82. [5-03] Under the Weather (9 de outubro de 2005)
- 83. [5-04] Judgement Day (16 de outubro de 2005)
- 84. [5-05] Enlightenment (23 de outubro de 2005)
- 85. [5-06] Total Recall (30 de outubro de 2005)
- 86. [5-07] Road Kill (27 de novembro de 2005)
- 87. [5-08] A Man in Blue (4 de dezembro de 2005)
- 88. [5-09] Death Goes on (11 de dezembro de 2005)
- 89. [5-10] Loves Me Not (8 de janeiro de 2006)
- 90. [5-11] The Elephant in the Room (15 de janeiro de 2006)
- 91. [5-12] Code of Ethics (22 de janeiro de 2006)
- 92. [5-13] Dreamland (29 de janeiro de 2006)
- 93. [5-14] Death Toll (12 de março de 2006)
- 94. [5-15] Blame Game (19 de março de 2006)
- 95. [5-16] Someone to Watch Over Me (26 de março de 2006)
- 96. [5-17] Save Me (9 de abril de 2006)
- 97. [5-18] Thin Ice (16 de abril de 2006)
- 98. [5-19] Mysterious Ways (23 de abril de 2006)
- 99. [5-20] Mace vs. Scalpel (30 de abril de 2006)
- 100. [5-21] Don't Leave Me This Way (7 de maio de 2006)

6ª Temporada: 2007
- 101. [6-01] Retribution (14 de janeiro de 2007)
- 102. [6-02] Shattered (21 de janeiro de 2007)
- 103. [6-03] 33 Bullets (28 de janeiro de 2007)
- 104. [6-04] Crazy Little Thing Called Love (11 de fevereiro de 2007)
- 105. [6-05] Mr. Little and Mr. Big (18 de fevereiro de 2007)
- 106. [6-06] Night of the Living Dead (25 de fevereiro de 2007)
- 107. [6-07] Hubris (7 de março de 2007)
- 108. [6-08] Isolation (14 de março de 2007)
- 109. [6-09] Seven Feet Under (21 de março de 2007)
- 110. [6-10] Fall From Grace (28 de março de 2007)
- 111. [6-11] Faith (4 de abril de 2007)
- 112. [6-12] Sleeping Beauty (11 de abril de 2007)
- 113. [6-13] Post Hoc (18 de abril de 2007)
- 114. [6-14] In Sickness & In Health (25 de abril de 2007)
- 115. [6-15] Dead Again (2 de maio de 2007)
- 116. [6-16] D.O.A. (9 de maio de 2007)
- 117. [6-17] Crash (16 de maio de 2007)